# Singam
Pour plus de détails, voir Fiche technique et Distribution.
Singam  (tamoul : சிங்கம் (Ciŋkam) ; anglais : Lion) est un film indien de langue tamoule, réalisé par Hari, sorti le 28 août 2010.
Les interprètes principaux en sont Surya Sivakumar, Anushka Shetty et Prakash Raj. La musique est de Devi Sri Prasad.

## Intrigue
Duraisingam "Singam" est un honnête SI de Nallur, un petit village du district de Thoothukudi dans le sud du Tamil Nadu, assisté par son collègue maladroit Yettu Erimalai. Il appartient à Nallur avec son père Soundarapandi, qui jouit d'un statut respectable dans le village. Sa famille gère une épicerie, et Singam souhaite la rejoindre, mais il a intégré la police pour satisfaire les vœux de Soundarapandi. Il résout la plupart des problèmes de son village par la non-violence et le conseil mutuel. Il n'utilise la force que lorsque la situation l'exige, gagnant ainsi beaucoup de réputation et d'amour de la part des villageois.
Mahalingam, un industriel de Chennai et ami de Soundarapandi, arrive au village avec ses filles Kavya et Divya. Singam pense initialement que Kavya est une farceuse lorsqu'elle s'apprête à faire une blague à son cousin en portant un costume de tigre. En se promenant dans le village, Singam gifle accidentellement Kavya, mais lui présente plus tard ses excuses. Kavya est touchée par ce geste et tombe progressivement amoureuse de lui. Après quelques incidents hilarants, Kavya déclare son amour à Singam. D'abord surpris, Singam finit par rendre son amour à Kavya. Mayil Vaaganam, un gangster basé à Chennai et célèbre pour ses extorsions et enlèvements, doit se rendre à Nallur pour signer une libération conditionnelle après avoir forcé un constructeur à se suicider.
Mayil envoie à la place un de ses alliés pour accomplir les formalités, ce qui rend Singam furieux. Singam exige que Mayil signe la libération conditionnelle en personne. Humilié, Mayil arrive à Nallur, mais ne peut prendre de revanche sur Singam, craignant l'immense amour et la dévotion des villageois envers Singam. Utilisant ses contacts politiques, Mayil fait transférer Singam à Chennai pour lui donner une leçon. Ignorant l'implication de Mayil derrière son transfert, Singam rejoint le poste de police de Thiruvanmiyur. Son collègue SI Ravi déteste Mayil pour ses crimes, mais ne peut agir à cause des pouvoirs politiques de Mayil. Le supérieur de Singam, Rajendran, est sur la liste de paie de Mayil et prend soin de dissimuler et d'éliminer les preuves des crimes de Mayil.
Le commissaire de police n'aide pas Singam en raison de l'absence de preuves contre Mayil. Rajendran avertit Singam de rester à l'écart du dossier de Mayil. Incapable de s'attaquer à Mayil dans son bastion, Singam veut retourner à son village, mais est arrêté par Kavya, qui l'encourage à lutter contre Mayil et à mettre fin à son réseau criminel. Mentalement torturé par Mayil, Singam arrête le frère de Mayil, Vaikuntam, dans une fausse affaire de contrebande illégale d'alcool. Il repousse Rajendran en public lorsque celui-ci, lié par ses devoirs envers Mayil, essaie de protéger les hommes de main. Mayil kidnappe Divya pour demander une rançon. Singam la sauve avec l'aide inattendue du ministre de l'Intérieur Ramanathan.
Singam réussit à remonter aux origines du réseau de kidnapping de Mayil et est également promu ACP de la Force spéciale anti-enlèvement. Mahalingam, qui était hostile à Singam à la suite d'une altercation avec Soundarapandi à Nallur, se radoucit et accepte de lui donner la main de Kavya. Toute la force de police, y compris le commissaire et Rajendran, est désormais du côté de Singam et l'aide à lutter contre Mayil. Ils parviennent à tuer les hommes de main de Mayil lors d'une confrontation à l'hôpital et commencent à cibler tout ce qui est lié à Mayil. En représailles, Mayil commence à cibler tous ceux qui sont proches de Singam, y compris Kavya, mais elle est sauvée par Singam, tandis que Ravi est tué par Mayil. Pour échapper à l'arrestation, Mayil kidnappe la fille du ministre de l'Intérieur du Karnataka.
Mayil dit faussement à Singam qu'il se rend à Pondichéry avec elle, mais il se rend en réalité à Nellore dans l'Andhra Pradesh pour tromper la police. Cependant, Singam parvient à les poursuivre jusqu'à Gudur près de Nellore, où il la sauve et tue Mayil lors d'une exécution extrajudiciaire par la police. Après cela, Singam démissionne publiquement lors d'une cérémonie de félicitations organisée pour lui, où il est vu avec Kavya retournant à Nallur. Singam est brièvement arrêté par Ramanathan, qui lui propose une mission sous couverture, qu'il accepte volontiers.

## Distribution
- Surya Sivakumar
- Anushka Shetty
- Prakash Raj